# Gaya (Niger)
Gaya er en by i det sydlige Niger, beliggende ved Nigerflodens bred, tæt på grænserne til nabolandene Benin og Nigeria. Byen har et indbyggertal (pr. 2001) på cirka 28.000.
11°53′16″N 3°25′48″Ø / 11.88778°N 3.43000°Ø